# Виль (Аргау)
Виль (нем. Wil) — населённый пункт в Швейцарии, входит в состав коммуны Меттауерталь округа Лауфенбург в кантоне Аргау.
Население составляет 675 человек (на 31 декабря 2007 года). Официальный код — 4180.
До 2009 года был самостоятельной коммуной. С 1 января 2010 года объединён с коммунами Меттау, Оберхофен, Эцген и Хотвиль в новую коммуну Меттауерталь.